# 草地丘站
草地丘地铁站（芬蘭語：Niittykummun metroasema），是芬兰赫爾辛基地鐵西线地铁延展线上的地下车站。该站开通于2017年11月18日，位于马蒂村站东边1.9公里、体育公园站西边1.1公里处。

## 图集

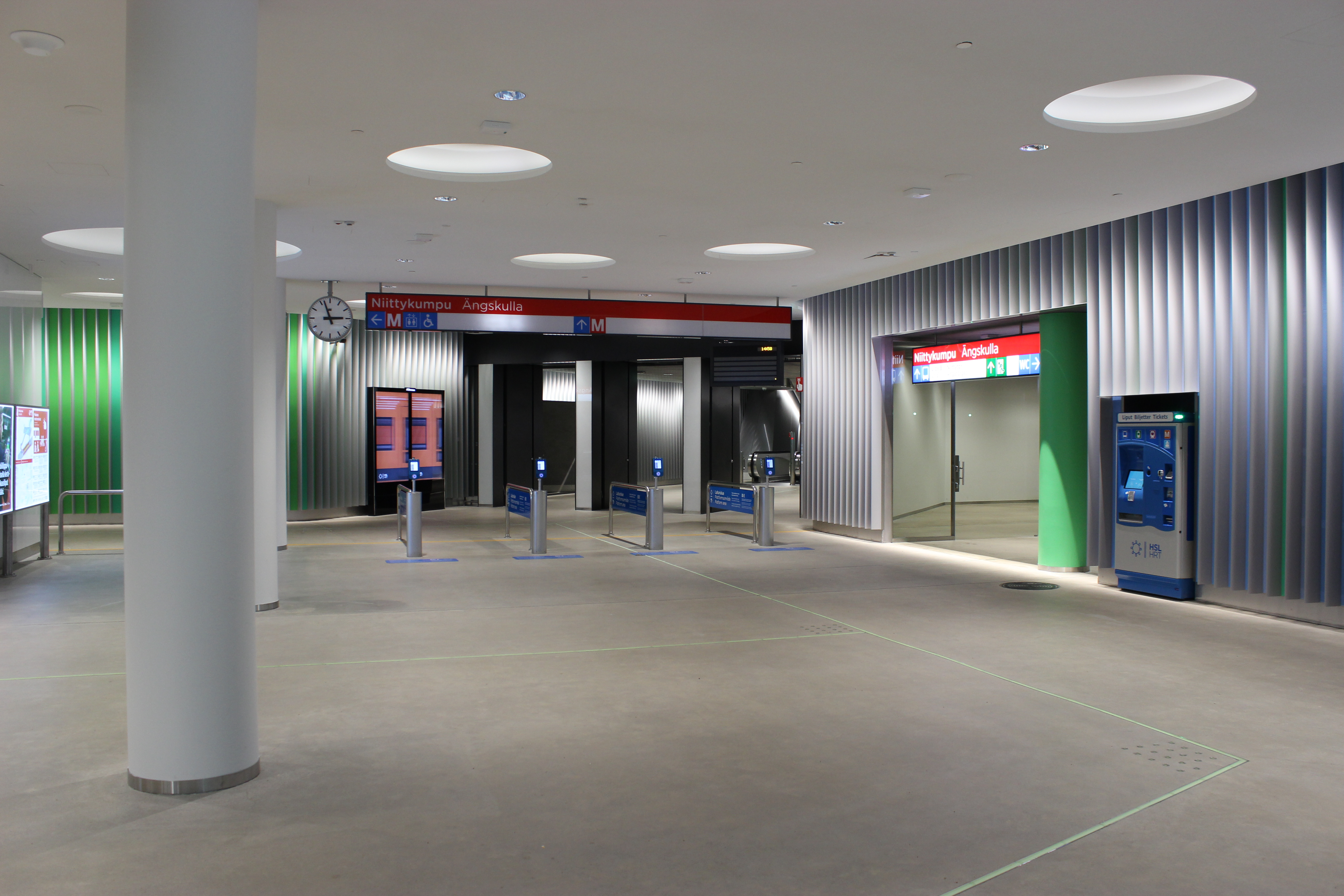
售票厅